# Columbus Blue Jackets
Columbus Blue Jackets je profesionální americký klub ledního hokeje, který sídlí v Columbusu ve státě Ohio. Do NHL vstoupil v ročníku 2000/01 a hraje v Metropolitní divizi v rámci Východní konference. Své domácí zápasy odehrává v hale Nationwide Arena s kapacitou 18 500 diváků. Klubové barvy jsou červená, stříbrná a modrá.

## Historie týmu
Hraje teprve od roku 2000, je zařazen do východní konference v jejímž rámci má své místo ve velmi těžké Metropolitní divizi, jeho společníci jsou Carolina Hurricanes, New Jersey Devils, New York Islanders, New York Rangers, Philadelphia Flyers, Pittsburgh Penguins a Washington Capitals. Sezóna 2016/2017 se Columbusu vydařila ze všech dosud odehraných sezón nejlépe. Prezidentem a generálním manažerem týmu byl zvolen Doug Maclean, trenérem se stal uznávaný elegantní trenér Dave King. Hlavními tahouny družstva se stali brankář Ron Tugnutt, kterému záda kryl Marc Denis. Dařilo se Geoffu Sandersonovi, překvapením byly i výkony Nora Espena Knutsena, Čecha Davida Výborného a Tylera Wrighta.
V následujících sezónách se ale dostavil pokles, každou sezónou se družstvo zhoršovalo v počtu získaných bodů, nikdy ale neskončilo poslední v západní konferenci NHL. Poklesla forma většiny opor, opadlo kouzlo Tugnutta. Navíc klub v březnu 2002 postihla tragédie, když útočník Espen Knutsen tečoval puk do hlediště, kde trefil do hlavy 13letou dívku, ta na následky zranění podlehla. od té doby Knutsenova forma značně kolísala a hrál čím dál tím hůř. Za špatné výkony týmu byl propuštěn trenér Dave King v sezóně 2002–2003, kdy ho na jeho místě vystřídal generální manažer Doug Maclean. Ten se ale později odebral zpátky do křesla generálního manažera a na post trenéra povýšil dosavadního asistenta trenéra Gerarda Gallanta.
Tým Columbus i přes svoje značně mizerné výsledky drží jeden úspěch. Postarala se o něj jednička draftu 2002 – Rick Nash. Rick Nash byl navzdory špatné střelby celého týmu nejlepším střelcem ligy v sezóně 2003–2004 společně s Iljou Kovalčukem z Atlanty Thrashers a Jaromem Iginlou z Calgary Flames.

## Individuální trofeje
Zdroj:
| Individuální trofeje             | Rok a hráč                               |
| -------------------------------- | ---------------------------------------- |
| Art Ross Trophy                  | nikdo                                    |
| Calder Memorial Trophy           | 2008/2009 • Steve Mason                  |
| Conn Smythe Trophy               | nikdo                                    |
| Roger Crozier Saving Grace Award | 2016/2017 • Sergej Bobrovskij            |
| Hart Memorial Trophy             | nikdo                                    |
| William M. Jennings Trophy       | nikdo                                    |
| King Clancy Memorial Trophy      | 2016/2017 • Nick Foligno                 |
| Lady Byng Memorial Trophy        | nikdo                                    |
| Bill Masterton Memorial Trophy   | 2024/2025 • Sean Monahan                 |
| Mark Messier Leadership Award    | 2016/2017 • Nick Foligno                 |
| James Norris Memorial Trophy     | nikdo                                    |
| Ted Lindsay Award                | nikdo                                    |
| NHL Plus/Minus Award             | nikdo                                    |
| Maurice Richard Trophy           | 2003/2004 • Rick Nash                    |
| Frank J. Selke Trophy            | nikdo                                    |
| Vezina Trophy                    | 2012/2013, 2016/2017 • Sergej Bobrovskij |
| NHL Foundation Player Award      | 2008/2009 • Rick Nash                    |
| Jack Adams Award                 | 2016/2017 • John Tortorella              |

## Individuální rekordy jednotlivých sezón

### Základní část
- Zdroj zde

| 2000/2001 |
| 2001/2002 |
| 2002/2003 |
| 2003/2004 |
| 2004/2005 |
| 2005/2006 |
| 2006/2007 |
| 2007/2008 |
| 2008/2009 |
| 2009/2010 |
| 2010/2011 |
| 2011/2012 |
| 2012/2013 |
| 2013/2014 |
| 2014/2015 |
| 2015/2016 |
| 2016/2017 |
| 2017/2018 |
| 2018/2019 |
| 2019/2020 |
| 2020/2021 |
| 2021/2022 |
| 2022/2023 |
| 2023/2024 |
| 2024/2025 |

| Geoff Sanderson    | 30 |
| Ray Whitney        | 21 |
| Geoff Sanderson    | 34 |
| Rick Nash          | 41 |
| stávka             |    |
| Rick Nash          | 31 |
| Rick Nash          | 27 |
| Rick Nash          | 38 |
| Rick Nash          | 40 |
| Rick Nash          | 33 |
| Rick Nash          | 32 |
| Rick Nash          | 30 |
| Mark Letestu       | 13 |
| Ryan Johansen      | 33 |
| Nick Foligno       | 31 |
| Brandon Saad       | 31 |
| Cam Atkinson       | 35 |
| Artěmij Panarin    | 27 |
| Cam Atkinson       | 41 |
| Oliver Bjorkstrand | 21 |
| Oliver Bjorkstrand | 18 |
| Oliver Bjorkstrand | 28 |
| Boone Jenner       | 26 |
| Kirill Marčenko    | 23 |
| Kirill Marčenko    | 31 |

| Espen Knutsen      | 42 |
| Ray Whitney        | 40 |
| Ray Whitney        | 52 |
| David Výborný      | 31 |
| stávka             |    |
| David Výborný      | 43 |
| David Výborný      | 48 |
| Nikolaj Žerděv     | 35 |
| Rick Nash          | 39 |
| Kristian Huselius  | 40 |
| Rick Nash          | 34 |
| Václav Prospal     | 39 |
| Václav Prospal     | 18 |
| James Wisniewski   | 44 |
| Ryan Johansen      | 45 |
| Alex Wennberg      | 32 |
| Alex Wennberg      | 46 |
| Artěmij Panarin    | 55 |
| Artěmij Panarin    | 59 |
| Pierre-Luc Dubois  | 31 |
| Oliver Bjorkstrand | 26 |
| Jakub Voráček      | 56 |
| Johnny Gaudreau    | 53 |
| Johnny Gaudreau    | 48 |
| Zach Werenski      | 59 |

| Geoff Sanderson    | 56 |
| Ray Whitney        | 61 |
| Ray Whitney        | 76 |
| Rick Nash          | 57 |
| stávka             |    |
| David Výborný      | 65 |
| David Výborný      | 64 |
| Rick Nash          | 69 |
| Rick Nash          | 79 |
| Rick Nash          | 67 |
| Rick Nash          | 66 |
| Rick Nash          | 59 |
| Václav Prospal     | 30 |
| Ryan Johansen      | 63 |
| Nick Foligno       | 73 |
| Cam Atkinson       | 53 |
| Cam Atkinson       | 62 |
| Artěmij Panarin    | 82 |
| Artěmij Panarin    | 87 |
| Pierre-Luc Dubois  | 49 |
| Oliver Bjorkstrand | 44 |
| Jakub Voráček      | 62 |
| Johnny Gaudreau    | 74 |
| Johnny Gaudreau    | 60 |
| Zach Werenski      | 82 |

## Češi a Slováci v Columbus Blue Jackets
| Sezóna                                                                   | Hráči – Češi                                                                                      | Hráči – Slováci | Soupiska       | Playoffs       |                |                |                |                |                |                |
| 2000/2001                                                                | David Výborný • Robert Kron • Jan Čaloun • Rostislav Klesla • Radim Bičánek • Martin Špaňhel      | nikdo           | Zde            | Ne             |                |                |                |                |                |                |
| 2001/2002                                                                | David Výborný • Robert Kron • Jaroslav Špaček • Rostislav Klesla • Radim Bičánek • Martin Špaňhel | Andrej Nedorost | Zde            | Ne             |                |                |                |                |                |                |
| 2002/2003                                                                | David Výborný • Jaroslav Špaček • Rostislav Klesla                                                | Andrej Nedorost | Zde            | Ne             |                |                |                |                |                |                |
| 2003/2004                                                                | David Výborný • Jaroslav Špaček • Rostislav Klesla                                                | Andrej Nedorost | Zde            | Ne             |                |                |                |                |                |                |
| 2004/2005                                                                | Sezóna zrušena                                                                                    | Sezóna zrušena  | Sezóna zrušena | Sezóna zrušena | Sezóna zrušena | Sezóna zrušena | Sezóna zrušena | Sezóna zrušena | Sezóna zrušena | Sezóna zrušena |
| 2005/2006                                                                | David Výborný • Jan Hrdina • Rostislav Klesla • Jaroslav Balaštík • Martin Prusek                 | Radoslav Suchý  | Zde            | Ne             |                |                |                |                |                |                |
| 2006/2007                                                                | David Výborný • Filip Novák • Rostislav Klesla • Jaroslav Balaštík • Tomáš Pöpperle               | nikdo           | Zde            | Ne             |                |                |                |                |                |                |
| 2007/2008                                                                | David Výborný • Jiří Novotný • Rostislav Klesla • Jan Hejda                                       | nikdo           | Zde            | Ne             |                |                |                |                |                |                |
| 2008/2009                                                                | Jakub Voráček • Jan Hejda • Rostislav Klesla • Jiří Novotný                                       | nikdo           | Zde            |                |                |                |                |                |                |                |
| 2009/2010                                                                | Jakub Voráček • Jan Hejda • Rostislav Klesla • Tomáš Káňa                                         | Milan Jurčina   | Zde            | Ne             |                |                |                |                |                |                |
| 2010/2011                                                                | Jakub Voráček • Jan Hejda • Tomáš Kubalík                                                         | nikdo           | Zde            | Ne             |                |                |                |                |                |                |
| 2011/2012                                                                | Václav Prospal • Tomáš Kubalík • Radek Martínek                                                   | nikdo           | Zde            | Ne             |                |                |                |                |                |                |
| 2012/2013                                                                | Václav Prospal                                                                                    | Marián Gáborík  | Zde            | Ne             |                |                |                |                |                |                |
| 2013/2014                                                                | nikdo                                                                                             | nikdo           | Zde            |                |                |                |                |                |                |                |
| 2014/2015                                                                | nikdo                                                                                             | Marko Daňo      | Zde            | Ne             |                |                |                |                |                |                |
| 2015/2016                                                                | nikdo                                                                                             | nikdo           | Zde            | Ne             |                |                |                |                |                |                |
| 2016/2017                                                                | Lukáš Sedlák                                                                                      | nikdo           | Zde            |                |                |                |                |                |                |                |
| 2017/2018                                                                | Lukáš Sedlák                                                                                      | nikdo           | Zde            |                |                |                |                |                |                |                |
| 2018/2019                                                                | Lukáš Sedlák                                                                                      | nikdo           | Zde            |                |                |                |                |                |                |                |
| 2019/2020                                                                | nikdo                                                                                             | Marko Daňo      | Zde            |                |                |                |                |                |                |                |
| 2020/2021                                                                | nikdo                                                                                             | nikdo           | Zde            | Ne             |                |                |                |                |                |                |
| 2021/2022                                                                | Jakub Voráček                                                                                     | nikdo           | Zde            | Ne             |                |                |                |                |                |                |
| 2022/2023                                                                | Stanislav Svozil                                                                                  | nikdo           | Zde            | Ne             |                |                |                |                |                |                |
| 2023/2024                                                                | David Jiříček                                                                                     | nikdo           | Zde            | Ne             |                |                |                |                |                |                |
| 2024/2025                                                                | nikdo                                                                                             | nikdo           | Zde            | Ne             |                |                |                |                |                |                |
| 2025/2026                                                                | nikdo                                                                                             | nikdo           | Zde            |                |                |                |                |                |                |                |
| Češi - Zdroj na Eliteprospects.com Slováci - Zdroj na Eliteprospects.com |                                                                                                   |                 |                |                |                |                |                |                |                |                |

## Umístění v jednotlivých sezonách
| USA / Kanada (2000 – ) |                           |        |                                                                          |                                                                          |                                                                          |                                                                          |                                                                          |                                                                          |                                                                          |                                                                          |                                                                          |                                                                          |                                                                          |                |
| Sezóny                 | Liga                      | Úroveň | Z                                                                        | V                                                                        | VP                                                                       | R                                                                        | PP                                                                       | P                                                                        | VG                                                                       | OG                                                                       | +/-                                                                      | B                                                                        | Pozice                                                                   | Play-off       |
| 2000/01                | NHL (Centrální divize)    | 1      | 82                                                                       | 28                                                                       | –                                                                        | 9                                                                        | 6                                                                        | 39                                                                       | 190                                                                      | 233                                                                      | -43                                                                      | 71                                                                       | 5.                                                                       | Ne             |
| 2001/02                | NHL (Centrální divize)    | 1      | 82                                                                       | 22                                                                       | –                                                                        | 8                                                                        | 5                                                                        | 47                                                                       | 164                                                                      | 255                                                                      | -91                                                                      | 57                                                                       | 5.                                                                       | Ne             |
| 2002/03                | NHL (Centrální divize)    | 1      | 82                                                                       | 29                                                                       | –                                                                        | 8                                                                        | 3                                                                        | 42                                                                       | 213                                                                      | 263                                                                      | -50                                                                      | 69                                                                       | 5.                                                                       | Ne             |
| 2003/04                | NHL (Centrální divize)    | 1      | 82                                                                       | 25                                                                       | –                                                                        | 8                                                                        | 4                                                                        | 45                                                                       | 177                                                                      | 238                                                                      | -61                                                                      | 62                                                                       | 4.                                                                       | Ne             |
| 2004/05                | NHL (Centrální divize)    | 1      | Soutěž byla v této sezóně z důvodu chybějící kolektivní smlouvy zrušena. | Soutěž byla v této sezóně z důvodu chybějící kolektivní smlouvy zrušena. | Soutěž byla v této sezóně z důvodu chybějící kolektivní smlouvy zrušena. | Soutěž byla v této sezóně z důvodu chybějící kolektivní smlouvy zrušena. | Soutěž byla v této sezóně z důvodu chybějící kolektivní smlouvy zrušena. | Soutěž byla v této sezóně z důvodu chybějící kolektivní smlouvy zrušena. | Soutěž byla v této sezóně z důvodu chybějící kolektivní smlouvy zrušena. | Soutěž byla v této sezóně z důvodu chybějící kolektivní smlouvy zrušena. | Soutěž byla v této sezóně z důvodu chybějící kolektivní smlouvy zrušena. | Soutěž byla v této sezóně z důvodu chybějící kolektivní smlouvy zrušena. | Soutěž byla v této sezóně z důvodu chybějící kolektivní smlouvy zrušena. |                |
| 2005/06                | NHL (Centrální divize)    | 1      | 82                                                                       | 35                                                                       | –                                                                        | –                                                                        | 4                                                                        | 43                                                                       | 223                                                                      | 279                                                                      | -56                                                                      | 74                                                                       | 3.                                                                       | Ne             |
| 2006/07                | NHL (Centrální divize)    | 1      | 82                                                                       | 33                                                                       | –                                                                        | –                                                                        | 7                                                                        | 42                                                                       | 201                                                                      | 249                                                                      | -48                                                                      | 73                                                                       | 4.                                                                       | Ne             |
| 2007/08                | NHL (Centrální divize)    | 1      | 82                                                                       | 34                                                                       | –                                                                        | –                                                                        | 12                                                                       | 36                                                                       | 193                                                                      | 218                                                                      | -25                                                                      | 80                                                                       | 4.                                                                       | Ne             |
| 2008/09                | NHL (Centrální divize)    | 1      | 82                                                                       | 41                                                                       | –                                                                        | –                                                                        | 10                                                                       | 31                                                                       | 226                                                                      | 230                                                                      | -4                                                                       | 92                                                                       | 4.                                                                       | Čtvrtfinále ZK |
| 2009/10                | NHL (Centrální divize)    | 1      | 82                                                                       | 32                                                                       | –                                                                        | –                                                                        | 15                                                                       | 35                                                                       | 216                                                                      | 259                                                                      | -43                                                                      | 79                                                                       | 5.                                                                       | Ne             |
| 2010/11                | NHL (Centrální divize)    | 1      | 82                                                                       | 34                                                                       | –                                                                        | –                                                                        | 13                                                                       | 35                                                                       | 215                                                                      | 258                                                                      | -43                                                                      | 81                                                                       | 5.                                                                       | Ne             |
| 2011/12                | NHL (Centrální divize)    | 1      | 82                                                                       | 29                                                                       | –                                                                        | –                                                                        | 7                                                                        | 46                                                                       | 202                                                                      | 262                                                                      | -60                                                                      | 65                                                                       | 5.                                                                       | Ne             |
| 2012/13                | NHL (Centrální divize)    | 1      | 48                                                                       | 24                                                                       | –                                                                        | –                                                                        | 7                                                                        | 17                                                                       | 120                                                                      | 119                                                                      | +1                                                                       | 55                                                                       | 4.                                                                       | Ne             |
| 2013/14                | NHL (Metropolitní divize) | 1      | 82                                                                       | 43                                                                       | –                                                                        | –                                                                        | 7                                                                        | 32                                                                       | 231                                                                      | 216                                                                      | +15                                                                      | 93                                                                       | 4.                                                                       | Čtvrtfinále VK |
| 2014/15                | NHL (Metropolitní divize) | 1      | 82                                                                       | 30                                                                       | –                                                                        | –                                                                        | 11                                                                       | 41                                                                       | 188                                                                      | 226                                                                      | -38                                                                      | 71                                                                       | 8.                                                                       | Ne             |
| 2015/16                | NHL (Metropolitní divize) | 1      | 82                                                                       | 34                                                                       | –                                                                        | –                                                                        | 8                                                                        | 40                                                                       | 219                                                                      | 252                                                                      | -33                                                                      | 76                                                                       | 8.                                                                       | Ne             |
| 2016/17                | NHL (Metropolitní divize) | 1      | 82                                                                       | 39                                                                       | 11                                                                       | –                                                                        | 8                                                                        | 24                                                                       | 249                                                                      | 195                                                                      | +54                                                                      | 108                                                                      | 3.                                                                       | Čtvrtfinále VK |
| 2017/18                | NHL (Metropolitní divize) | 1      | 82                                                                       | 30                                                                       | 15                                                                       | –                                                                        | 7                                                                        | 30                                                                       | 242                                                                      | 230                                                                      | +12                                                                      | 97                                                                       | 4.                                                                       | Čtvrtfinále VK |
| 2018/19                | NHL (Metropolitní divize) | 1      | 82                                                                       | 37                                                                       | 10                                                                       | –                                                                        | 4                                                                        | 31                                                                       | 258                                                                      | 232                                                                      | +26                                                                      | 98                                                                       | 5.                                                                       | Semifinále VK  |
| 2019/20                | NHL (Metropolitní divize) | 1      | 82                                                                       |                                                                          |                                                                          |                                                                          |                                                                          |                                                                          |                                                                          |                                                                          |                                                                          |                                                                          |                                                                          | Čtvrtfinále VK |
| 2020/21                | NHL (Střední divize)      | 1      | 56                                                                       | 12                                                                       | 6                                                                        | –                                                                        | 12                                                                       | 26                                                                       | 137                                                                      | 187                                                                      | -50                                                                      | 48                                                                       | 8.                                                                       | Ne             |
| 2021/22                | NHL (Metropolitní divize) | 1      | 82                                                                       | 26                                                                       | 11                                                                       | –                                                                        | 7                                                                        | 38                                                                       | 262                                                                      | 300                                                                      | -38                                                                      | 81                                                                       | 6.                                                                       | Ne             |
| 2022/23                | NHL (Metropolitní divize) | 1      | 82                                                                       | 15                                                                       | 10                                                                       | —                                                                        | 9                                                                        | 48                                                                       | 214                                                                      | 330                                                                      | -116                                                                     | 59                                                                       | 8.                                                                       | Ne             |
| 2023/24                | NHL (Metropolitní divize) | 1      | 82                                                                       | 21                                                                       | 6                                                                        | –                                                                        | 12                                                                       | 43                                                                       | 237                                                                      | 300                                                                      | -43                                                                      | 66                                                                       | 8.                                                                       | Ne             |
| 2024/25                | NHL (Metropolitní divize) |        |                                                                          |                                                                          |                                                                          |                                                                          |                                                                          |                                                                          |                                                                          |                                                                          |                                                                          |                                                                          |                                                                          | Ne             |
| Zdroj na NHL.com       |                           |        |                                                                          |                                                                          |                                                                          |                                                                          |                                                                          |                                                                          |                                                                          |                                                                          |                                                                          |                                                                          |                                                                          |                |

### Přehled kapitánů a trenérů v jednotlivých sezónách
| Sezóna    | Kapitán         | Hlavní trenér  |
| --------- | --------------- | -------------- |
| 2000/2001 | Lyle Odelein    | Dave King      |
| 2001/2002 | Lyle Odelein    | Dave King      |
| 2002/2003 | Ray Whitney     | Dave King      |
| 2003/2004 | Luke Richardson | Gerard Gallant |
| 2004/2005 | Sezóna zrušena  | Sezóna zrušena |
| 2005/2006 | Adam Foote      | Gerard Gallant |
| 2006/2007 | Adam Foote      | Gerard Gallant |
| 2007/2008 | Adam Foote      | Ken Hitchcock  |
| 2008/2009 | Rick Nash       | Ken Hitchcock  |
| 2009/2010 | Rick Nash       | Ken Hitchcock  |
| 2010/2011 | Rick Nash       | Scott Arniel   |
| 2011/2012 | Rick Nash       | Scott Arniel   |
| 2012/2013 | bez kapitána    | Todd Richards  |
| 2013/2014 | bez kapitána    | Todd Richards  |

| Sezóna    | Kapitán      | Hlavní trenér   |
| --------- | ------------ | --------------- |
| 2014/2015 | bez kapitána | Todd Richards   |
| 2015/2016 | Nick Foligno | Todd Richards   |
| 2016/2017 | Nick Foligno | John Tortorella |
| 2017/2018 | Nick Foligno | John Tortorella |
| 2018/2019 | Nick Foligno | John Tortorella |
| 2019/2020 | Nick Foligno | John Tortorella |
| 2020/2021 | Nick Foligno | John Tortorella |
| 2021/2022 | Boone Jenner | Brad Larsen     |
| 2022/2023 | Boone Jenner | Brad Larsen     |
| 2023/2024 | Boone Jenner | Pascal Vincent  |
| 2024/2025 | Boone Jenner | Dean Evason     |